# Old River-Winfree
Old River-Winfree es una ciudad ubicada en el condado de Chambers en el estado estadounidense de Texas. En el Censo de 2010 tenía una población de 1.245 habitantes y una densidad poblacional de 306,57 personas por km².

## Geografía
Old River-Winfree se encuentra ubicada en las coordenadas 29°52′28″N 94°49′36″O / 29.87444, -94.82667. Según la Oficina del Censo de los Estados Unidos, Old River-Winfree tiene una superficie total de 4.06 km², de la cual 4.06 km² corresponden a tierra firme y (0%) 0 km² es agua.

## Demografía
Según el censo de 2010, había 1.245 personas residiendo en Old River-Winfree. La densidad de población era de 306,57 hab./km². De los 1.245 habitantes, Old River-Winfree estaba compuesto por el 89% blancos, el 4.9% eran afroamericanos, el 0.24% eran amerindios, el 0.08% eran asiáticos, el 0% eran isleños del Pacífico, el 3.37% eran de otras razas y el 2.41% pertenecían a dos o más razas. Del total de la población el 6.91% eran hispanos o latinos de cualquier raza.